# یانه ترپ
یانه ترپ (استونیایی: Jane Trepp؛ زادهٔ ۱۳ مارس ۱۹۸۸) شناگر اهل استونی است.
وی در مسابقات کشوری و بین‌المللی در مجموع برندهٔ ۱ مدال نقره، ۱ مدال برنز شده‌است.